# Сен-Лоран, Луи
Луи́ Стефа́н Сен-Лора́н (фр. Louis Stephen Saint-Laurent, крещён как Луи́-Этье́нн, Louis-Étienne; 1 февраля 1882, Комптон, Квебек — 25 июля 1973, г. Квебек, Квебек) — 12-й премьер-министр Канады, адвокат.

## Биография
Родился в семье франкоканадца Жана-Батиста Моиса и имевшей ирландское происхождение Мэри Анн Бродерик. Окончил семинарию Сент-Чарльз в Шербруке (1902) и университет Лаваль (1905). В 1908 году женился на Жанне Рено (1886—1966), в браке с которой затем родились два сына и три дочери. В 1914 году стал профессором права университета Лаваль.

### Политическая карьера
В 1942 году Сен-Лоран был избран в парламент от Либеральной партии Канады, был министром юстиции (1941—1946) и министром иностранных дел (1946—1948). В 1944 году представлял Канаду во время конференции в Думбартон-Окс, в 1945 на Сан-Францисской конференции, принимал участие в разработке Устава Организации Объединённых Наций.
В 1948 году занял пост премьер-министра. В 1949 году Либеральная партия во главе с Сен-Лораном победила на федеральных выборах.
- Поддерживал создание НАТО в 1949 году.
- В 1949 году присоединил к Канаде Ньюфаундленд и Лабрадор.
- Поддерживал позицию ООН во время Корейской войны.
- Дипломатическая помощь в 1956 году во время Суэцкого кризиса.
- Совет Консулов Канады (англ. Canada Council for the Arts)
- Увеличение социальных расходов
- Уравнительный счёт (англ. Equalization payments) — система «выравнивающих платежей» из федерального бюджета в пользу бедных провинций с целью поддержания общенационального уровня доходов.

Его правительство также участвовало в крупных общественных работах и инфраструктурных проектах:
- Трансканадское шоссе в 1949 году.
- Морской путь Святого Лаврентия (англ. Saint Lawrence Seaway) в 1954 году.
- Трансканадский трубопровод (англ. TransCanada pipeline) в 1954 году через провинции Альберта, Саскачеван, Манитоба, Онтарио и Квебек.

Покинул пост премьер-министра после поражения Либеральной партии на выборах 1957 года. В 1958 ушёл с поста лидера партии и вернулся к адвокатской практике.